# ピサ級装甲巡洋艦
| ピサ級                   | ピサ級 |
| ------------------------ | --- |
| 竣工時の「ピサ（Pisa）」 | |
| 艦級概観                 | |
| 艦種                     | 装甲巡洋艦 |
| 艦名                     | 地名 |
| 前級                     | ジュゼッペ･ガリバルディ級 |
| 次級                     | サン･ジョルジョ級 |
| 性能諸元（竣工時）       | |
| 排水量                   | 常備：9,832トン 満載：10,100トン |
| 全長                     | 140.5m |
| 水線長                   | 130.0m |
| 全幅                     | 22.2m |
| 吃水                     | 常備：6.9m 満載：7.4m |
| 機関                     | ベルヴィール式石炭・重油混焼缶22基＋直立型四気筒三段膨張式レシプロ機関2基2軸推進 |
| 最大出力                 | 20,000hp |
| 最大速力                 | 23.0ノット |
| 航続距離                 | 12ノット/2,672海里 |
| 燃料                     | 石炭：1,560トン 重油：140トン |
| 乗員                     | 684名 |
| 兵装                     | 25.4cm（45口径）連装砲2基 19cm（45口径）連装砲4基 7.62cm（40口径）単装速射砲16基 ヴィッカース 4.7cm（50口径）単装速射砲8基 45cm水中魚雷発射管3基                                                     |
| 兵装                     | 「ピサ」1918年： 25.4cm（45口径）連装砲2基 19cm（45口径）連装砲4基 7.62cm（40口径）単装速射砲14基 アンサルド 7.62cm（40口径）単装高角砲6基 45cm水中魚雷発射管3基                                     |
| 装甲                     | 舷側：180～200mm（水線部主装甲）、80mm（艦首尾部） 甲板：51mm（主甲板） 主砲塔：200mm（前盾）、70mm（天蓋） 副砲塔：170mm 主砲バーベット部：130mm 司令塔：250mm（前盾）、180mm（側盾）、40mm（天蓋） |

ピサ級（ピサきゅう、Classe Pisa)はイタリア海軍の装甲巡洋艦の艦級。本級は二等戦艦（海外では装甲巡洋艦に類別）として第一次世界大戦前に竣工させたものである。
本級は「ジュゼッペ・ガリバルディ級」（Giuseppe Garibaldi Class）の9～12番艦として予定されたが、他国の装甲巡洋艦の発達に対応して、1万トン級の大型の船体に強力な武装を持つ新型艦として改設計された。基本設計は同年代の前弩級戦艦「レジナ・エレナ級」の砲装備を小型化し、装甲を減じ、代わりに速力を2ノット増加した艦として設計士官ジュゼッペ・オルランドの手により纏められた。

## 艦形

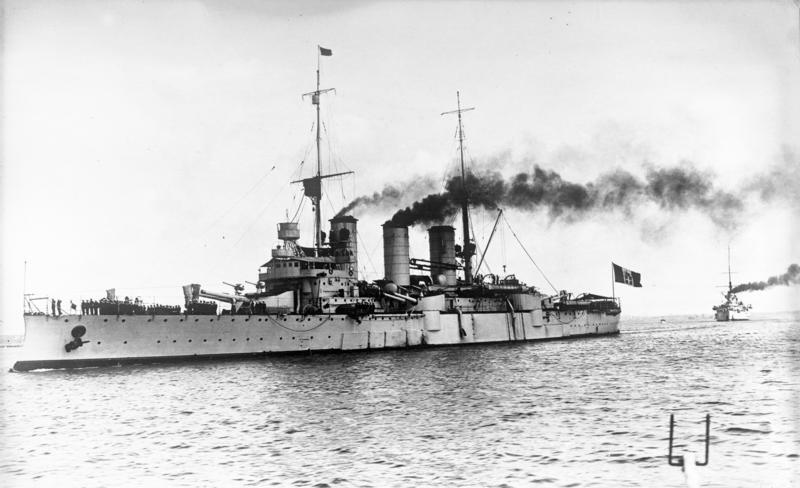
1932年にラ・スペツィアで撮られた「ピサ」。竣工時には無かった前部マストは1917年に追加された。

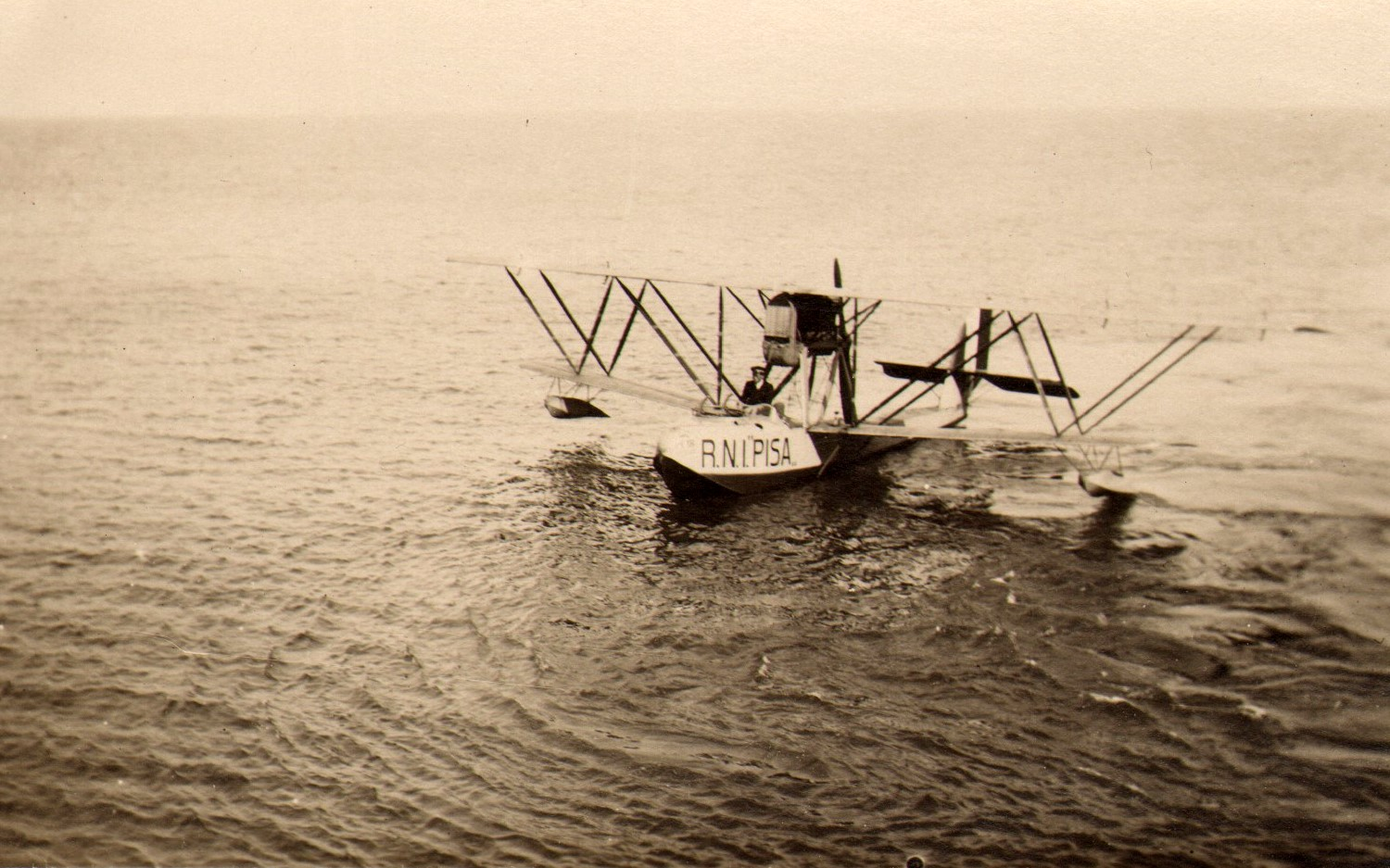
「ピサ」の水上機。1925年から水上機の運用が開始された。

本級の船体は典型的な平甲板型船体を採用している。艦首から構造を記述すると、艦首水面下には未だ衝角（ラム）が付いている。艦首甲板上に主砲の「アームストロング 25.4cm（40口径）砲」を楔形の連装砲塔に収めて1基を配置。
その背後から無骨な司令塔の基部から上部構造物が始まり、その上部に両側に小型の船橋（ブリッジ）を持つ艦橋が立つ。船体中央部には等間隔に並んだ3本煙突が立つ。煙突の周囲には艦内への吸気用として煙管状の通風筒が立ち並ぶ。煙突の周囲は艦載艇置き場となっており、3番煙突後方には単脚式のマストの基部に付いたジブ・クレーン2基により運用された。副砲の19.1cm速射砲は楕円筒型の連装砲塔に収められて上部構造物の四隅に1基ずつ計4基が配置された。艦載艇置き場の後方に後部艦橋が配置された所で上部構造物は終了し、後部甲板上に2番25.4cm主砲塔が後向きに1基が配置された。対水雷艇用の7.62cm速射砲は射界の広い構造物上に単装砲架で片舷8基ずつ計16基が配置された。また、船体内に45cm魚雷発射管が艦首に1門、舷側に1門ずつ計3門が搭載された。この武装配置により前後方向に最大で25.4cm砲2門・19.1cm砲4門・7.62cm砲4門が指向でき、左右方向に最大で25.4cm砲4門・19.1cm砲2門・7.62cm砲8門を指向できた。
「ピサ」のみ1917年に小改装された折に艦橋に方位測定儀が設置され、砲戦指揮装置の設置と弾着観測の必要性から艦橋の背後に単脚式の前部マストが追加された。同時に7.62cm速射砲2基と4.7cm速射砲全8基が撤去され、代わりに「アンサルド7.62cm（40口径）高角砲」が単装砲架で6基が搭載された。1925年に水上機1機を搭載した。

## 武装

### 主砲

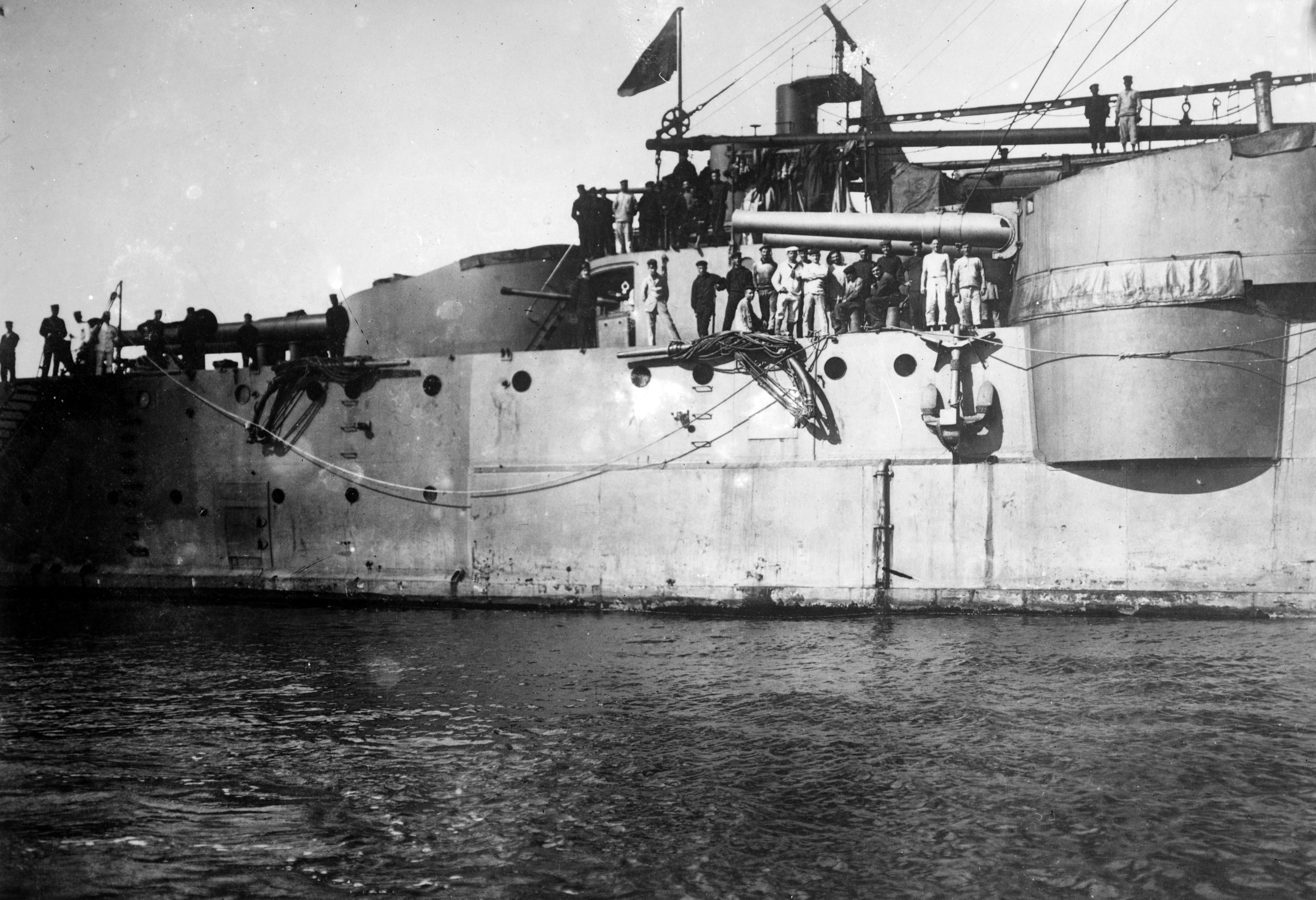
ピサの主砲塔と副砲塔

本級の主砲は強力でアームストロング社の新設計の「1908年型 25.4cm（45口径）砲」を採用した。擬似巡洋戦艦とも呼べる日本海軍の「筑波型」と「伊吹型」を除けば列強の装甲巡洋艦最強クラスであった。その性能は重量227.0kgの砲弾を最大仰角25度で射程25,000 mまで届かせるという当時としては大射程を持っており、これを連装砲塔に収めた。俯仰能力は仰角25度・俯角5度である、旋回角度は船体首尾線方向を0度として左右150度の広い旋回角度を持つ。砲身の俯仰・砲塔の旋回・砲弾の揚弾・装填は主に電力で行われ、補助に人力を必要とした。発射速度は毎分2.6発である。

### 副砲、その他備砲、雷装等
副砲は破壊力を重視して「アームストロング 1908年型 19 cm（45口径）速射砲」を採用した。その性能は重量90.9kgの砲弾を最大仰角25度で射程22,000 mまで届かせるという射程を持っており、これを連装砲塔に収めた。俯仰能力は仰角25度・俯角5度である、旋回角度は船体首尾線方向を0度として160度の広い旋回角度を持つ。砲身の俯仰・砲塔の旋回・砲弾の揚弾・装填は主に電力で行われ、補助に人力を必要とした。発射速度は毎分2.6発である。
その他に対水雷艇用に「アームストロング 7.62 cm（40口径）速射砲」を採用した。その性能は重量5.87kgの砲弾を仰角40度で射程10,740mまで届かせるという射程を持っており、これを単装砲架で16基搭載した。俯仰能力は仰角42度・俯角10度である、旋回角度は360度の広い旋回角度を持つが実際は上部構造物により射界に制限を受けた。砲身の俯仰・砲塔の旋回・砲弾の揚弾・装填は主に人力を必要とした。発射速度は毎分15発である。近接火器としてヴィッカース社製「4.7cm（50口径）速射砲」を単装砲架で2基2門。対艦攻撃用に45 cm水中魚雷発射管を単装で3基を装備した。
竣工後に「ピサ」のみ対空火器として「アンサルド 1917年型 7.62cm（40口径）高角砲」を採用した。前述のアームストロング社の7.62cm速射砲をアンサルド社がライセンス生産したものを砲架を改良して高角砲としたもので、その性能は重量6.5kgの砲弾を仰角42度で射程10,000mまで、仰角70度で高度5,790mまで届かせられた。これを単装砲架で6基搭載した。俯仰能力は仰角75度・俯角10度である、旋回角度は360度の広い旋回角度を持つが実際は上部構造物により射界に制限を受けた。砲身の俯仰・砲塔の旋回・砲弾の揚弾・装填は主に人力を必要とした。発射速度は毎分15発である。

## 防御について

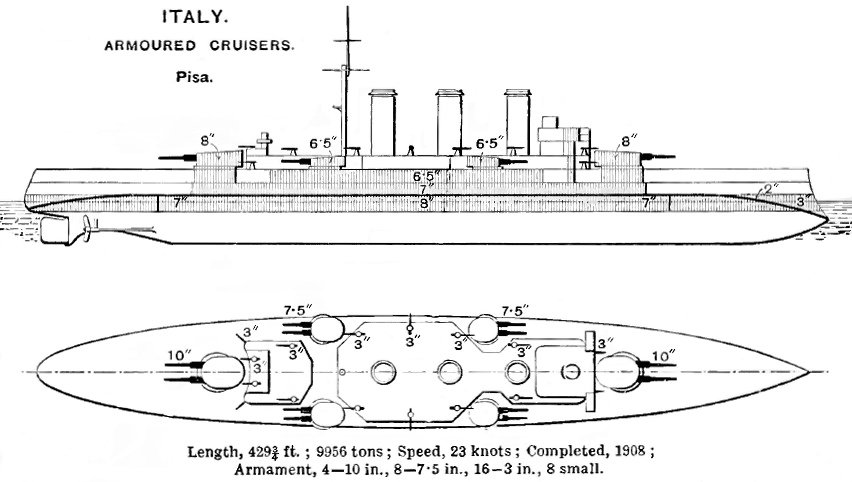
本級の武装・装甲配置を示した図。

艦体は平甲板型を採用、舵は主舵のみである。本艦の防御装甲は同世代の装甲巡洋艦に比べ、1万トン台という排水量を考えれば極めて強固であり、舷側装甲厚200 mmという値を各国の艦と比較すれば、防御に優れるイギリス艦の152 mm、ドイツ・フランス艦の170～180 mmに勝って欧州最高峰であった。唯一比肩するのが大日本帝国海軍の筑波型巡洋戦艦（竣工時は装甲巡洋艦に属していた）の203 mmくらいであった。

## 機関について
本級の主ボイラーはフランスで開発され各国に採用されたベルヴィール式石炭・重油混焼缶22基で、ボイラー室は2つの横隔壁により3室に分断されておりボイラーは第一ボイラー室に6基、第二・第三ボイラー室に8基ずつ配置され、煙突は1室ごとに1本で計3本が立てられた。その後方に推進機関として直立型四気筒三段膨張式レシプロ機関2基を組み合わせ、2軸推進で「ピサ」の公試に於いて最大出力20,808馬力で最大速力23.4ノットを発揮し、常用20,000 hp、速力23 ノットとされた。燃料消費量から速力12ノットでの航続距離は2,672海里と算出された。
イタリアで建造された装甲巡洋艦は航続距離が他国装甲巡洋艦に比べて極端に短いのが特徴であるが、これは地中海での行動を念頭において設計されたイタリア装甲巡洋艦の特徴で短い航続距離は特に問題ではなかった。

## その他
後に準同型艦としてギリシャ海軍に「イェロギオフ・アヴェロフ」が建造され、輸出された。

## 同型艦
- ピサ

オルランド社リヴォルノ造船所にて1905年2月20日に起工、1907年9月15日に進水、1909年9月1日に就役。1921年に海防戦艦に類別変更後は1925年から練習艦任務に就く。1937年4月に除籍後、解体処分。
- アマルフィ

オデロ社ジェノヴァ造船所にて1905年7月24日に起工、1908年5月5日に進水、1909年9月1日に就役。1915年7月7日にアドリア海北部にてドイツ帝国海軍Uボート「UB14」の雷撃により撃沈。

## 参考図書
- 「世界の艦船 増刊　イタリア巡洋艦史」（海人社）
- 「Conway All The World's Fightingships 1860-1905」（Conway）
- 「Conway All The World's Fightingships 1906–1921」（Conway）